# Luke Ross
Luciano Queiroz (São Paulo, 18 de julho de 1972), mais conhecido pelo pseudônimo Luke Ross, é um quadrinista brasileiro. Começou sua carreira em 1991 desenhando o gibi Turma do Arrepio. No ano seguinte, estreou no mercado de quadrinhos dos Estados Unidos na revista Blood is The Harvest, da Eclipse Comics. Desde então passou a trabalhar principalmente no mercado norte-americano, tendo assumido o pseudônimo Luke Ross em seus trabalhos internacionais, dentre os quais se destacam suas participações nas revistas Spectacular Spider Man (Marvel Comics), Lost in Space (Innovation Comics), X-O Manowar (Valiant), Justice League (DC Comics), Uncanny X-Men (Marvel Comics), Gen13 (Image Comics), entre outras. Em 1995, Luke Ross ganhou o Troféu HQ Mix na categoria "desenhista revelação".